# France Ô
France Ô fue un canal de televisión público francés que ofrecía programación de los departamentos de ultramar y de las colectividades francesas perteneciente a France Télévisions. Fue la versión nacional de Outre-Mer 1ère. Estaba disponible a través del cable, del satélite, del ADSL y por TDT. Conocido antes como RFO Sat, el canal emitía en sus inicios tan solo durante 9 horas diarias. En 2004 fue renombrado "France Ô" tras la reunificación de RFO con France Télévisions. La "O" significaba "outre-mer" ("ultramar") y el acento circunflejo simbolizaba que el canal estaba abierto a todos los acentos y dialectos del mundo y aseguraba que el nombre del canal no fuera leído como "France 0" ("France Zéro").
France Ô estaba disponible en la TDT Francesa desde el 14 de julio de 2010 y finalizó sus emisiones el 24 de agosto de 2020, cesando su señal el 2 de septiembre de 2020.

## Historia
RFO Sat comienza sus emisiones el 25 de marzo de 1998. Posteriormente fue rebautizada como France Ô el 25 de febrero de 2005, cuando se adhirió al grupo France Televisions.

### RFO Sat (1998-2005)
RFO Sat fue creada el 25 de marzo de 1998 por Jean-Marie Cavada, la entonces presidenta de RFO, para ofrecer a los Franceses de regiones ultramarinas, que viven en la Francia metropolitana una ventana a sus regiones. Emitía su programación a partir de las 21:00.

### France Ô (desde 2005)
Comienza sus emisiones el 25 de febrero de 2005 emitiendo durante las 24 horas y dirigido a la Francia Metropolitana. En noviembre de 2009, France Ô se incorpora a la Televisión Digital Terrestre nacional y en 2010 se permitió al canal emitir fuera del territorio metropolitano.
A partir de abril de 2010 el canal incorpora en su programación noticias, documentales, nuevos programas, series y un programa de entrevistas. En 2014 el canal pasa por un momento difícil en cuanto a audiencias, siendo casi nula para varios programas. Finalmente se optó por volver a la programación cultural de las regiones ultramarinas de Francia.
En julio de 2018, como parte del programa de reforma de France Televisions, la dirección anuncia la abolición de France Ô en la Televisión Digital Terrestre para el año 2020.
En julio de 2018, el Gobierno de Edouard Philippe anunció la eliminación de France Ô y France 4 de la TDT para 2024, al igual que France 4 permanecerá transmitiendo repeticiones en Internet (canal totalmente digital), mientras que France Ô desapareció definitivamente el 1 de septiembre de 2020. La frecuencia que ocupaba el canal ha sido sustituida el 1 de febrero de 2021 por el nuevo canal efímero de France Télévisions, Culturebox.

## Identidad Visual

### Logotipos

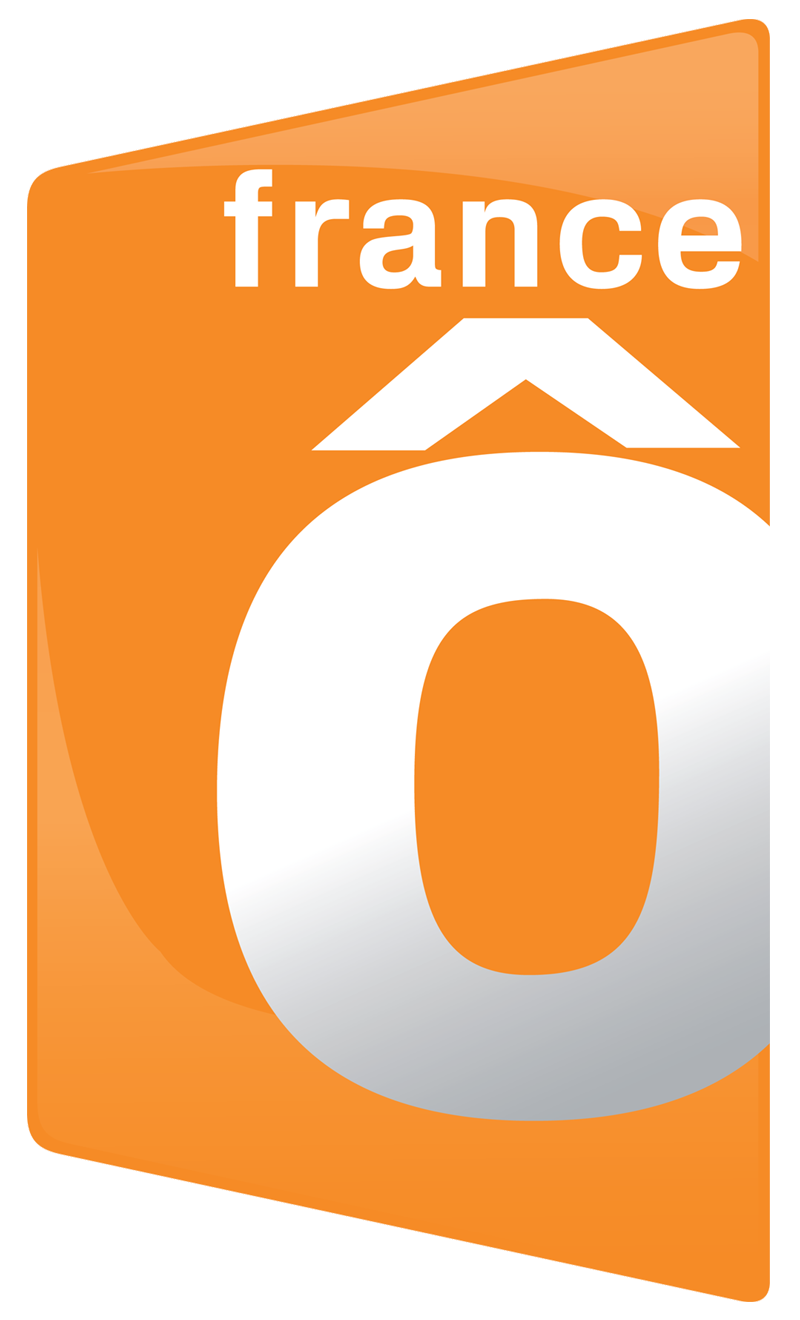
Logo del 7 de abril de 2008 al 28 de enero de 2018.
Logo desde el 29 de enero de 2018 al 1 de septiembre de 2020.
Logo alternativo desde el 29 de enero de 2018 al 1 de septiembre de 2020.

### Eslóganes
- noviembre de 2012 : « La chaîne métisse » (La cadena mestiza).
- octubre de 2014 : « Regardons autrement » (Veamos de manera diferente).

## Organización

### Dirigentes de France Ô
Director de Emisiones de Outre-mer 1ere y de France Ô
- Luc Laventure - 1998 - 16/02/2011

Directores de emisiones de France Ô :
- Wallès Kotra - 2007 - 16/02/2011
- Gilles Camouilly - desde el 21 de marzo de 2011

### Capital
RFO Sat pertenecía en un 100 % al Estado francés con la participación de las sociedades públicas ICV, RFO y TV5 Monde. France Ô pertenece en un 100 % al grupo de comunicación France Télévisions.

### Ubicación
La ubicación de France Ô se encuentra en el 35-37 de la rue Danton en Malakoff en el departamento de Hauts-de-Seine, que es la localización en París de Outre-Mer 1ere.

## Programas
- 10 minutes  pour le dire
- Aline au pays des merveilles
- A nous deux
- Archipels
- C koi ta Zik
- Consomag
- Couleurs outremers
- Couleurs sport
- Dance Street
- ExplÔ
- En quête d'aventure
- France Ô Folies
- Investigatiôns
- Le Lab.Ô.2
- Le Ring
- Le monde vu par ...
- Les Novelitas
- Music Explorer, les chasseurs de sons
- Les p'tits plats de Babette
- Ô bout de la nuit
- Ô Féminin
- Riding Zone
- Stars & Novelas
- Tendances Ô
- Toutes les France
- Tropismes

## Audiencias
Según Médiamétrie, en 2016, France Ô es el penúltimo canal de televisión en términos de audiencia en Francia, empatado con el canal Numéro 23, con una audiencia media anual del 0,8 %.
|      | Enero   | Febrero | Marzo | Abril | Mayo  | Junio | Julio | Agosto | Septiembre | Octubre | Noviembre | Diciembre | Media Anual |
| ---- | ------- | ------- | ----- | ----- | ----- | ----- | ----- | ------ | ---------- | ------- | --------- | --------- | ----------- |
| 2014 |         |         |       |       |       |       |       |        | 0,6 %      | 0,6 %   | 0,6 %     | 0,5 %     | 0,6 %       |
| 2015 | 0,6 %   | 0,6 %   | 0,6 % | 0,7 % | 0,6 % | 0,7 % | 0,8 % | 0,7 %  | 0,7 %      | 0,6 %   | 0,6 %     | 0,6 %     | 0,6 %       |
| 2016 | 0,8 %   | 0,8 %   | 0,8 % | 0,9 % | 0,8 % | 0,8 % | 0,8 % | 1,2 %  | 0,8 %      | 0,7 %   | 0,7 %     | 0,7 %     | 0,8 %       |
| 2017 | 0,7 %   | 0,7 %   | 0,7 % | 0,7 % | 0,6 % | 0,6 % | 0,7 % | 0,7 %  | 0,6 %      | 0,6 %   | 0,5 %     | 0,4 %     | 0,6 %       |
| 2018 | 0,5 %** | -       | -     | -     | -     | -     | -     | -      | -          | -       | -         | -         | -           |

Fuente : Médiamétrie
Leyenda :
Fondo verde : Mejor resultado histórico.
Fondo rojo : Peor resultado histórico.
El mejor resultado de audiencia se obtuvo con la emisión de la película Out of Africa de Sydney Pollack el 28 de marzo de 2016, que congregó a 671.000 espectadores y un 2,2 % de cuota de mercado.